# Аматерско позориште Ћићевац
Аматерско позориште Ћићевац са седиштем у Ћићевцу је позориште које постоји од 2009. године. 

## О позоришту
Аматерско позориште Ћићевац је отпочело са радом 2009. године при тадашњем Центру за културу Ћићевац, који је наредне године променио назив у Народна библиотека Ћићевац. Ансамбл окупља 10 глумаца-аматера из Ћићевца, а у појединим драматизацијама су учествовали и глумци из Варварина (Градско позориште Варварин), са којима је реализован и један серијал у оквиру ријалити програма“Немогућа мисија“. За време постојања, позориште је реализовало и публици приказало укупно девет представа, у свим жанровима; „Вирус“ Синише Ковачевића, „Не играј на енглезе“ Владимира Ђурђевића, „Капетан Џон Пиплфокс“ по тексту Душана Радовића, драматизацију по мотиву народне песме „Смрт Војводе Пријезде“, „God save the Queen”, по тексту Весне Радојевић, „Урнебесна трагедија“ по тексту Душана Ковачевића,"Боинг Боинг" Марка Камелотија, "Отац" Аугуста Стринберга, и ,,Кидај од свог мужа``, адаптација по тексту Реја Кунија. Рад и пројекте позоришта је у три наврата подржало Министарство културе РС, а од оснивања, позориште је учествовало на више фестивала. Реализовало је и два наступа у иностранству.

## Захвални
Највећу захвалност за рад и опстанак позоришта у Ћићевцу и унапређење културног живота града заслужују глумци- волонтери који су несебично уступили свој таленат и ставили на располагање своје време и енергију, увесељавајући при томе и публику а и себе.Радом позоришта руководио је директор библиотеке, Мишел Радовновић, од оснивања до престанка са радом.